# Nordiska oberoende förlags förening
Nordiska oberoende förlags förening (NOFF) är Sveriges största förening för oberoende förlag och organiserar 212 medlemsförlag (2012). NOFF grundades på initiativ av förläggaren Kerstin Aronsson under namnet Nordiska föreningen för mindre förlag i syfte att främja samarbetet mellan de oberoende bokförlagen. Idag bevakar NOFF även förlagsövergripande frågor samt arrangerar seminarier och möten kring förlagsfrågor.

## Historik
Det var Kerstin Aronsson som i sitt nybildade förlag Anamma Böcker i Göteborg såg potentialen i att ingå i ett nätverk av små förlag och som 1995 tog initiativet till att den ideella föreningen bildades med föresatsen att även omfatta de övriga nordiska länderna: Nordiska föreningen för mindre förlag. Kerstin Aronsson var föreningens första ordförande i tre år. Förutom att underlätta de informella kontakterna förlagen emellan blev föreningen snabbt branschpolitiskt intressant.
Ordförandeskapet innehades av David Stansvik, Nya Doxa i Nora, 1997–2007. Från 2003 har det varit en stadig ökning av medlemsantalet. Från 65 medlemsförlag 2003 växte föreningen snabbt för att – 10 år gammal – 2005 ha nått 100 medlemmar.
2007 valdes Kristoffer Lind, Bokförlaget Lind & Co i Stockholm, till ordförande. Diskussionen om föreningsnamnet kulminerade under det första året och på årsmötet 2008 skedde namnbytet från "föreningen för mindre förlag" till "oberoende förlags förening" med en innebörd av "independent" dvs. att inte ingå i någon koncern. Medlemsantalet fortsatte att öka med ett 20-tal förlag varje år.
2010 valdes Susanne Hamilton, Bokförlaget Langenskiöld i Stockholm, till ordförande, och medlemsantalet uppgick då till 174.
2012 valdes Elisabet Fredrikson, Fredriksons Förlag i Täby, till ordförande, och medlemsantalet uppgick då till 212.